# Sousoší Kalvárie (Bukvice)
Sousoší Kalvárie se nalézá u rybníčku na návsi obce Bukvice v okrese Jičín nedaleko od barokní Kaple svatého Jana Nepomuckého se kterou tvoří dominantu obce. Barokní sousoší je chráněno jako kulturní památka ČR. Národní památkový ústav toto sousoší uvádí v katalogu památek pod rejstříkovým číslem ÚSKP 42001/6-1123.

## Popis
Barokní sousoší Kalvárie z roku 1740 tvoří ústřední kříž na vysokém podstavci s ukřižovaným Kristem. Po stranách je doplněn o sochy Panny Marie (vlevo) a svatého Jana Evangelisty (vpravo). Sousoší stojí na hranolovém soklu ve středu předsunutém. Uprostřed stojí na 1,5 m vysokém podstavci jetelový kříž s tělem Krista. Podstavec bez ozdob je umístěn na dvou kamenných schodech.
V roce 2004 byla odcizena socha svatého Jana Evangelisty. V roce 2016 bylo provedeno restaurování sousoší a bukvické zastupitelstvo schválilo zhotovení kopie sochy svatého Jana Evangelisty tak, aby bylo sousoší Kalvárie kompletní.

## Galerie

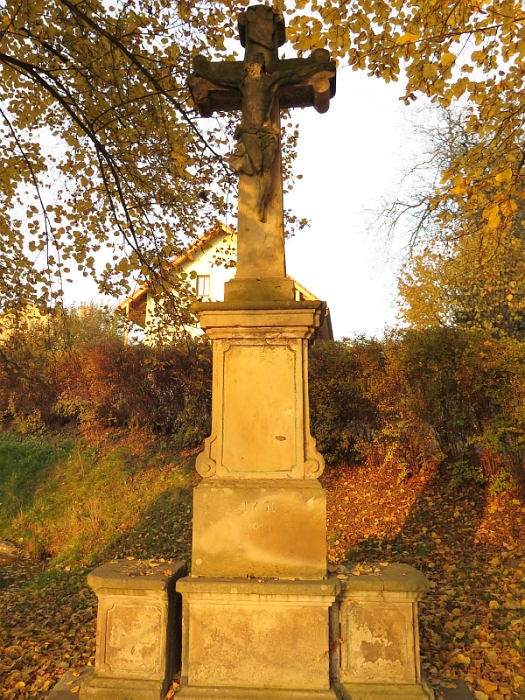
pohled na sousoší Kalvárie v Bukvici před doplněním odcizených soch